# Пфінц
Пфінц (нім. Pfinz) — річка в Німеччині, протікає по землі Баден-Вюртемберг, права притока Рейну, річковий індекс 2376. Загальна довжина річки 59,81 км. Висота витоку 317 м. Висота гирла 95 м.
Річкова система річки - Рейн.
| Німеччина | Це незавершена стаття з географії Німеччини. Ви можете допомогти проєкту, виправивши або дописавши її. |

| Річка | Це незавершена стаття про річку. Ви можете допомогти проєкту, виправивши або дописавши її. |